# Ernst Kirchner

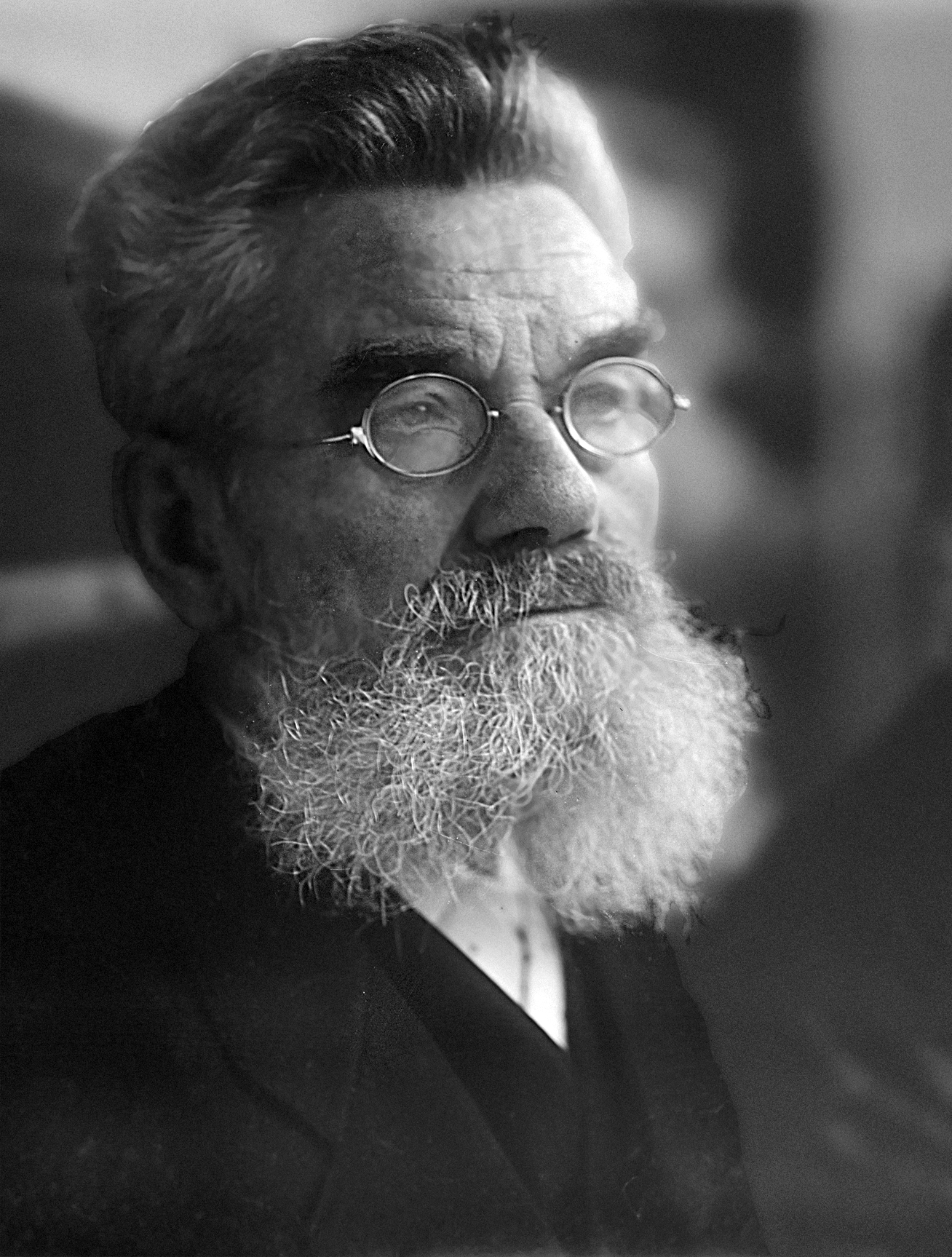
Ernst Kirchner, um 1917

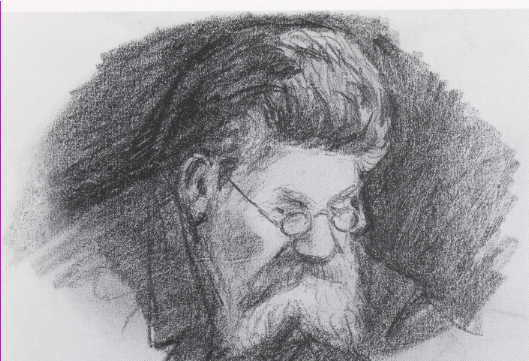
Ernst Ludwig Kirchner: Bildnis des Vaters. Aus dem Skizzenbuch 1901/02

Ernst Kirchner (* 8. April 1847 in Gransee; † 12. Februar 1921 in Chemnitz) war ein deutscher Papieringenieur, Papierhistoriker und Wasserzeichen-Forscher.

## Leben
Ernst Kirchner wurde als Sohn des Pastors und Superintendenten Ernst Daniel Martin Kirchner (1802–1879) und dessen zweiter Frau Johanna Auguste Sasse in Gransee geboren und hatte zahlreiche (Halb-)Geschwister. In den 1860er Jahren absolvierte er ein Maschinenbaustudium in Potsdam und Berlin. Anschließend sammelte er in verschiedenen Papierfabriken praktische Erfahrung, u. a. während eines einjährigen Aufenthalts in Schweden. 1873 sicherte er sich das erste Patent auf seine eigens entwickelte Feinpapiermaschine. Von 1875 bis 1878 modernisierte er die Papierfabriken in Aschaffenburg und in Altdamm bei Stettin.
Von 1879 bis 1884 wirkte er in Aschaffenburg in der Weißpapierfabrik der Familie Dessauer und bekleidete das Amt des „Kgl. Bayrischen Dampfkessel-Prüfungs-Commissärs“. Zudem war er als Civilingenieur aktiv und gründete eine Familie. Anschließend arbeitete er in Frankfurt am Main als Ingenieur, Konstrukteur und Erfinder auf dem Gebiet der Papierherstellung. 1886 bis 1889 war er technischer Direktor der Papierfabrik in Perlen bei Luzern. Ab 1890 war er zwei Jahre in der Firma C.G. Haubold in Chemnitz als Direktor des Papierfachs beschäftigt.
Von 1892 bis 1914 war Kirchner Professor an der Technischen Lehranstalt und Gewerbeakademie in Chemnitz, der heutigen Technischen Universität Chemnitz.
Ernst Kirchner war verheiratet mit der Kaufmannstochter Maria Elise Franke (1851–1928) und der Vater des Malers und Grafikers Ernst Ludwig Kirchner sowie von Hans Walter Kirchner und des Fachschriftstellers Ulrich Kirchner.

## Werk
Auf Kirchner gehen einige bedeutende Erfindungen der Papierherstellung zurück. Er gilt als einer der bedeutendsten Autoren des Papierfaches seiner Zeit. Er schrieb zahlreiche Artikel in der seit 1870 und bis heute erscheinenden Fachzeitschrift Wochenblatt für Papierfabrikation, deren Schriftleiter er von 1892 bis 1921 war. Die Themen seiner eigenen Beiträge reichten von produktionstechnischen Fragen über historische bis zu aktuellen berufsgenossenschaftlichen Themen.
Sein vierteiliges Hauptwerk Das Papier fasst als historische und systematische Darstellung den Wissensstand zur Papierherstellung seiner Zeit zusammen.
Er kann als „ein Pionier der zerstörungsfreien Papieranalyse“ gelten. Die von ihm zusammengetragene papiergeschichtliche Wasserzeichensammlung Ernst Kirchner befindet sich im Archiv des Deutschen Museums in München.

## Schriften (Auswahl)
- Die Papiere des XIV. Jahrhunderts im Stadtarchiv Frankfurt a. M. und deren Wasserzeichen. Jügel, Frankfurt a. M. 1893.
- Das Papier, Güntter-Staib’sches Wochenblatt. 4 Bände, Biberach 1897–1911 (Digitalisat).
- Lehr- und Handbuch der Papierfabrikation, Güntter-Staib’sches Wochenblatt. 2 Bände, Biberach, 2. Aufl. 1926.